# Entropy (journal)
Pour les articles homonymes, voir Entropie.
Entropy (abrégé en Entropy) est une revue scientifique trimestrielle à comité de lecture qui publie des articles en libre accès dans tous les domaines relié à l'entropie.
L'actuel directeur de publication est Peter Harremoës.